# Tillandsia albertiana
Tillandsia albertiana Verv., 1935 è una pianta della famiglia delle Bromeliaceae.
L'epiteto specifico è un omaggio al botanico argentino Alberto Castellanos (1896 – 1968).

## Descrizione
Ha foglie spesse e distiche, che possono raggiungere una lunghezza di circa 8 cm.

È una delle pochissime specie del genere Tillandsia che produce fiori interamente rossi. 

## Biologia
Si riproduce per impollinazione entomogama ad opera dei colibrì.

## Distribuzione e habitat
Questa specie è un endemismo dell'Argentina settentrionale (Provincia di Salta)..